# Église Notre-Dame de Chétigné
L'église Notre-Dame est une église située à Distré, en France.

## Localisation
L'église est située dans le département français de Maine-et-Loire, sur la commune de Distré.

## Historique
L'édifice est inscrit au titre des monuments historiques en 1963.